# Stellaris
Stellaris là một game đại chiến lược 4X do hãng Paradox Interactive đồng phát triển và phát hành vào năm 2016. Lối chơi của Stellaris xoay quanh việc khám phá không gian, quản lý đế chế, ngoại giao và chiến tranh với các nền văn minh khác trong vũ trụ. Trò chơi đã được phát hành trên toàn thế giới cho Microsoft Windows, OS X, và Linux vào ngày 9 tháng 5 năm 2016.

## Lối chơi
Stellaris thuộc thể loại đại chiến lược thời gian thực lấy bối cảnh trong vũ trụ, bắt đầu vào năm 2200. Người chơi điều khiển các loại phi thuyền, bao gồm các tàu khoa học, xây dựng và quân sự. Mảng chiến đấu tập trung hơn vào hình ảnh, sự chuẩn bị và chiến lược lớn hơn. Cũng có các lựa chọn ngoại giao như liên minh và hiệp định thương mại với các chủng tộc khác. Trò chơi bắt đầu bằng cách chọn ra một chủng loài, hành vi và công nghệ của chủng loài đó. Chọn ra một chủng loài ngoài hành tinh và thay đổi hành vi của họ có thể thay đổi cách thức thông tin; và bất kỳ loài nào đều có thể sở hữu bất kỳ kiểu tàu kỹ thuật nào. Người chơi bắt đầu với một hành tinh duy nhất trong lãnh thổ của mình, một con tàu xây dựng, một con tàu khoa học, ba tàu chiến nhỏ và một trạm không gian. Lối chơi ban đầu chỉ gồm công việc khám phá và lập các khu thực dân địa trên không gian, trong khi các hoạt động giữa game tập trung vào ngoại giao và quản lý đế chế. Vào cuối game, các sự kiện khủng hoảng có thể xảy ra đều liên quan đến quy mô thiên hà—lấy ví dụ như một cuộc nổi dậy của các AI robot có tri giác hoặc một cuộc xâm lược của các thế lực siêu thiên hà hay siêu không gian, hai nguyên nhân trước đó thường là do các đế chế bất cẩn gây nên. Paradox hy vọng rằng điều này sẽ giải quyết một vấn đề phổ biến cuối game trong các trò chơi theo phong cách 4X; nhờ đó một phe phái mạnh đến mức chiến thắng cuối cùng của họ là điều không thể tránh khỏi trong game.

## Phát triển
Stellaris được phát triển bởi hãng Paradox Development Studios và được phát hành bởi công ty mẹ là Paradox Interactive. Trò chơi sử dụng cùng một Clausewitz Engine mà studio đã sử dụng kể từ tựa game Europa Universalis III vào năm 2007, mặc dù có một số sửa đổi, chẳng hạn như việc sử dụng kết xuất đồ hoạ dựa trên cơ chế vật lý của quang học(PBR). Trò chơi đã được chính thức công bố tại Gamescom vào tháng 8 năm 2015 và được phát hành chính thức vào ngày 9 tháng 5 năm 2016.
Sau khi phát hành, nhà phát triển đã xác nhận rằng sẽ có một số bản mở rộng, cũng như cập nhật miễn phí để sửa lỗi và giới thiệu các tính năng mới trong lối chơi. Bản vá lỗi lớn đầu tiên được phát hành vào ngày 24 tháng 5 năm 2016, có nhiều cải tiến về AI, cũng như thêm vào một chủng tộc có thể chơi được.
DLC lớn đầu tiên, "Utopia", được phát hành vào ngày 6 tháng 4 năm 2017, bao gồm các tính năng như siêu cấu trúc sao Megastructures.

#### Danh sách các DLC
Tất cả DLC đều có thể tắt/mở sau khi cài đặt bằng cách sử dụng Paradox Launcher. Bản mở rộng đầy đủ có thể thay đổi lối chơi, cách vận hành và tính năng của game.
| STT | Tên                       | Ngày Phát Hành (ngày/tháng/năm) | Bản Mở Rộng Đầy Đủ |
| --- | ------------------------- | ------------------------------- | ------------------ |
| 1   | Plantoids Species Pack    | 04 tháng 8 năm 2016             | Không              |
| 2   | Leviathans Story Pack     | 20 tháng 10 năm 2016            | Không              |
| 3   | Utopia                    | 06 tháng 4 năm 2017             | Có                 |
| 4   | Synthetic Dawn Story Pack | 21 tháng 9 năm 2017             | Không              |
| 5   | Humanoids Species Pack    | 07 tháng 12 năm 2017            | Không              |
| 6   | Apocalypse                | 22 tháng 2 năm 2018             | Có                 |
| 7   | Distant Stars Story Pack  | 22 tháng 5 năm 2018             | Không              |
| 8   | Megacorp                  | 06 tháng 12 năm 2018            | Có                 |
| 9   | Ancient Relics Story Pack | 04 tháng 6 năm 2019             | Không              |
| 10  | Lithoids Species Pack     | 24 tháng 10 năm 2019            | Không              |
| 11  | Federations               | 17 tháng 3 năm 2019             | Có                 |
| 12  | Necroids Species Pack     | 29 tháng 10 năm 2020            | Không              |
| 13  | Nemesis                   | 15 tháng 4 năm 2021             | Có                 |
| 14  | Aquatics Species Pack     | TBA                             | Không              |

## Đón nhận
Trong một bài preview của game đăng trên Rock, Paper, Shotgun, Adam Smith đã viết rằng Stellaris "Đây có thể là giai đoạn tốt nhất của Paradox, và là bước ngoặt trong quá trình phát triển cả về mặt thiết kế đại chiến lược và 4X."
Khi phát hành, Stellaris đã nhận được những lời đánh giá tích cực, Metacritic chấm cho game số điểm là 79. Một số đánh giá đã nhấn mạnh đến giao diện và thiết kế dễ tiếp cận của trò chơi, cùng với một tựa game đầu tiên hết sức ấn tượng và gần giống như RPG, chịu ảnh hưởng nặng nề bởi quyết định thiết kế chủng loài của người chơi, cũng như sự mới mẻ của các sự kiện khủng hoảng cuối game. Các đánh giá hỗn hợp hơn cũng lưu ý rằng vào lúc giữa game có thể kém thỏa mãn hơn, nhờ một hệ thống ngoại giao quá đơn giản và AI hơi thụ động.
Chỉ trong vòng chưa đầy 24 giờ sau khi phát hành, Paradox Interactive thông báo rằng Stellaris đã bán được hơn 200.000 bản, phá vỡ kỷ lục doanh thu dành cho bất kỳ tựa game nào trước đây của Paradox Interactive trong cùng khoảng thời gian. Nó gần như đạt tới kỷ lục doanh thu hiện đang được trò Cities: Skylines nắm giữ. Biến trò chơi này trở thành tựa game bán chạy nhất của Paradox Development Studio. Vào ngày 21 tháng 6 năm 2016, nhà sản xuất thông báo rằng trò chơi đã bán được hơn 500.000 bản.Vào ngày 12 tháng 5 năm 2020 trên trang chủ của Paradox Interactive kỷ niệm 4 năm ngày ra mắt trò chơi với số lượng người chơi hằng tháng nhiều nhất từ trước tới giờ cùng với đạt được cột mốc bán vượt hơn 3.000.000 bản.